# Nippon Animation
Nippon Animation (japonsky 日本アニメーション株式会社, Nippon Animéšon kabušiki gaiša) je japonské animační studio, které vzniklo v roce 1975 rozštěpením studia Zuijó Eizó. Studio se zaměřuje především na tvorbu seriálů pro mladší publikum a na adaptace děl západní literatury. Do povědomí českého publika se studio zapsalo seriálem Včelka Mája a jeho následným pokračováním. U počátků studia stáli světoznámí režiséři Hajao Mijazaki a Isao Takahata.

## Seriály s českým dabingem
Pro několik seriálů (či filmů) byl vytvořen český dabing (uveden je též originální název a rok vytvoření):
- 1974: Viking Viki (Chiisana Viking Bikke)
- 1975: Včelka Mája (Mitsubachi Māya no Bōken)
- 1983: Alenka v říši divů (Fushigi no Kuni no Arisu)
- 1983: Willy Fog na cestě kolem světa (La vuelta al mundo de Willy Fog) – ve spolupráci s BRB
- 1986: Dobrodruzi z vesmíru (Uchuusen Sagittarius)
- 1987: Pohádky bratří Grimmů (Grimm Meisaku Gekijo)
- 1989: Kniha džunglí (Jungle Book Shōnen Mowgli)
- 1992: Kryštof Kolumbus (Christopher Columbus) – ve spolupráci s Mondo TV
- 1994: Tico a přátelé (Nanatsu no Umi no Tiko)